# 蘭州・鄭州・長沙石油製品パイプライン
蘭州 ・鄭州・長沙石油製品パイプライン（らんしゅう・ていしゅう・ちょうさせきゆせいひんパイプライン、中国語: 蘭州 鄭州長沙石油製品管道、英語: Lanzhou–Zhengzhou–Changsha oil Pipeline）は、ディーゼル油およびその他の石油製品を中国北西から中央地域に運ぶパイプラインである。

## 概要
このパイプラインは全長は2,070 キロメートルで、甘粛省蘭州で始まり、ほぼ黄河に沿って東へ向かい、定西・陝西省咸陽・河南省三門峡・洛陽を経て河南省鄭州に達して、そこから南へ向かい湖北省武漢で長江を渡り、最終的に湖南省長沙に達する。鄭州では、遼寧省錦州・鄭州間の錦州・鄭州石油製品パイプラインに接続される予定。
このパイプライン・プロジェクトは 2007 年に承認された。長さ 1,188 キロメートルの蘭州・鄭州区間は 2009 年 3 月 30 日に操業を開始した。鄭州・長沙区間は 2010 年 6 月末までに完成する予定。1500万トンの輸送能力で、ペトロチャイナが運営。

## 黄河石油流出事故
2009年12月30日、パイプラインの一部が破裂したため、中国の黄河で石油流出が発生した。 約 150,000 リットル のディーゼル油が渭水とその支流の赤水河を流れて、2010年1月4日には黄河に達した。

## 参照項目
- 中国のエネルギー政策 (Energy policy of China)